# Kudal
Kudal là một thị trấn thống kê (census town) của quận Sindhudurg thuộc bang Maharashtra, Ấn Độ.

## Địa lý
Kudal có vị trí 16°02′B 73°41′Đ / 16,03°B 73,68°Đ Nó có độ cao trung bình là 20 mét (65 feet).

## Nhân khẩu
Theo điều tra dân số năm 2001 của Ấn Độ, Kudal có dân số 13.643 người. Phái nam chiếm 51% tổng số dân và phái nữ chiếm 49%. Kudal có tỷ lệ 78% biết đọc biết viết, cao hơn tỷ lệ trung bình toàn quốc là 59,5%: tỷ lệ cho phái nam là 81%, và tỷ lệ cho phái nữ là 75%. Tại Kudal, 12% dân số nhỏ hơn 6 tuổi.